# Shave and a Haircut
 (janvier 2023).
La mise en forme du texte ne suit pas les recommandations de Wikipédia : il faut le « wikifier ».
Les points d'amélioration suivants sont les cas les plus fréquents. Le détail des points à revoir est peut-être précisé sur la page de discussion.
- Les titres sont pré-formatés par le logiciel. Ils ne sont ni en capitales, ni en gras.
- Le texte ne doit pas être écrit en capitales (les noms de famille non plus), ni en gras, ni en italique, ni en « petit »…
- Le gras n'est utilisé que pour surligner le titre de l'article dans l'introduction, une seule fois.
- L'italique est rarement utilisé : mots en langue étrangère, titres d'œuvres, noms de bateaux, etc.
- Les citations ne sont pas en italique mais en corps de texte normal. Elles sont entourées par des guillemets français : « et ».
- Les listes à puces sont à éviter, des paragraphes rédigés étant largement préférés. Les tableaux sont à réserver à la présentation de données structurées (résultats, etc.).
- Les appels de note de bas de page (petits chiffres en exposant, introduits par l'outil «  Source ») sont à placer entre la fin de phrase et le point final[comme ça].
- Les liens internes (vers d'autres articles de Wikipédia) sont à choisir avec parcimonie. Créez des liens vers des articles approfondissant le sujet. Les termes génériques sans rapport avec le sujet sont à éviter, ainsi que les répétitions de liens vers un même terme.
- Les liens externes sont à placer uniquement dans une section « Liens externes », à la fin de l'article. Ces liens sont à choisir avec parcimonie suivant les règles définies. Si un lien sert de source à l'article, son insertion dans le texte est à faire par les notes de bas de page.
- La présentation des références doit suivre les conventions bibliographiques. Il est recommandé d'utiliser les modèles {{Ouvrage}}, {{Chapitre}}, {{Article}}, {{Lien web}} et/ou {{Bibliographie}}. Le mode d'édition visuel peut mettre en forme automatiquement les références.
- Insérer une infobox (cadre d'informations à droite) n'est pas obligatoire pour parachever la mise en page.

Pour une aide détaillée, merci de consulter Aide:Wikification.
Si vous pensez que ces points ont été résolus, vous pouvez retirer ce bandeau et améliorer la mise en forme d'un autre article.

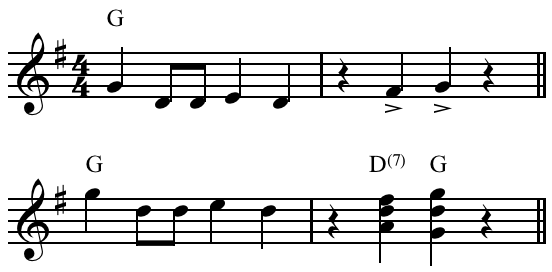
« Shave and a Haircut » en Sol majeur et puis avec des accords. ou.

« Shave and a Haircut » et sa réponse « two bits » (littéralement « Rasage et une coupe de cheveux » , « deux bits (en)») est un couplet, riff ou fanfare de sept notes populaire utilisé à la fin d'une performance musicale, habituellement dans un effet comique. Il est utilisé de manière mélodique ou rythmique, par exemple en cognant sur une porte.
« Two bits » est un terme utilisé aux États-Unis et au Canada pour désigner 25 cents. « Four bits » et « Six bits » sont aussi utilisés de manière occasionnelle, comme dans l'appel « Two bits, four bits, six bits, a dollar. » Les mots finaux peuvent aussi être « get lost » (« Va te faire cuire un œuf »), « drop dead » (en Australie)[réf. nécessaire], ou quelque autre expression facétieuse. Au Royaume-Uni, ce terme est « five bob » (argot désignant cinq shillings), bien que des mots soient aujourd'hui rarement utilisés pour accompagner le rythme ou la mélodie.

## Histoire
Une première occurrence de la mélodie fut dans la chanson « At a Darktown Cakewalk » de Charles Hale en 1899. D'autres chansons de la même période utilisèrent aussi la mélodie. Les mêmes notes forment le pont dans « Hot Scotch Rag », écrite par H. A. Fischler en 1911.
Un enregistrement précoce utilisa la mélodie à sept notes à la fois au début et à la fin d'une chanson humoristique datant de 1915, « On the 5:15 », par Billy Murray and the American Quartet.
Dans sa nouvelle de 1933, Hizzoner the Mayor, Joel Sayre parle de bateaux « sifflant le coup de bienvenue officiel de Malta sur le tempo de 'Shave-and-a-haircut-two-bits, shave-and-a-haircut-two-bits, shave-and-a-haircut-two-bits', qui fut bientôt repris par chaque bateau du port ayant une chaudière », indiquant que la mélodie fut déjà associée à ces paroles à cette époque.
En 1939, Dan Shapiro, Lestor Lee et Milton Berle sortirent « Shave and a Haircut – Shampoo », qui utilise la mélodie à la fin. La même année, Rosalind Rosenthal et Herbert Halpert enregistrèrent « Shave and a Haircut, Bay Rum ».

## Popularité
La mélodie peut être entendue sur des avertisseurs sonores modifiés,, pendant que le rythme peut être tapé en cognant sur une porte,,,,,,, ou en tant que code Morse (« dah-di-di-dah-di, di-dit », –··–·   ·· ) à la fin d'un contact de radioamateur.
L'ancien prisonnier de guerre et matelot de la U.S. Navy Doug Hegdahl rapporte que ses amis captifs américains de la guerre du Viet Nâm identifiaient les autres prisonniers américains en utilisant « Shave and a Haircut » en tant que schibboleth, tapant les cinq premières notes contre le mur d'une cellule et en attendant la réponse appropriée. Les POW américains furent alors capable de communiquer de manière sécuritaire via un code.
La mélodie fut utilisée un nombre innombrable de fois en tant que coda ou fin dans des pièces musicales. Elle est fortement associée avec les instruments à cordes de la musique bluegrass, particulièrement le banjo à cinq cordes. Earl Scruggs finissait souvent une chanson avec cette phrase ou sur une variation de celle-ci. Dans la série The Beverly Hillbillies, un indice musical marquant la venue d'une pause commerciale (indices qui étaient dans un style bluegrass) finissait souvent avec « Shave and a Haircut ». Il s'agit du riff bluegrass le plus populaire après le riff en sol.
« Shave and a Haircut » fut utilisé dans beaucoup de vieux dessins animés, particulièrement ceux des Looney Tunes. Elle fut aussi utilisée en tant que fin pour plusieurs émissions de dessins animés, juste après les crédits. Des décennies plus tard, le couplet devint un élément scénaristique pour attirer une victime, tel qu'utilisé par le juge Demort dans le film Qui veut la peau de Roger Rabbit, l'idée étant que des toons ne peuvent résister à l'envie de répondre « two bits » quand ils entendent le début de la mélodie.

## Utilisation
La phrase fut incorporée dans une quantité innombrable d'enregistrements et de performances. Des exemples notoires incluent:
- Johnny's Theme, le thème d'ouverture de The Tonight Show Starring Johnny Carson, se terminait avec « Shave and a haircut » chaque soir en semaine pendant 30 ans et 4 531 épisodes.
- « That's a Lot of Bunk », une chanson des années 1920 composée par Al Wilson, James A. Brennan et Mack Henshaw, et performé par Billy Jones et Ernest Hare, connus sous le nom de « The Happiness Boys », se termine avec le riff[19].
- Le Crazy Gang chanta « How's your father? Goodbye! » (« Comment va votre père? Au revoir! ») sur le même air à la fin de leur film de 1937, O-Kay for Sound[20].
- Le chanteur de R&B et meneur de groupe Dave Bartholomew utilisa la phrase sur deux de ses enregistrements: « Country Boy » (1950) à la toute fin, et sur la version originale de « My Ding-a-Ling » (1952) en tant que figure introduisant chaque vers[21].
- L'enregistrement pour Capitol de « Magic Melody » de Les Paul et Mary Ford finissait par la phrase moins les deux dernières notes (« two bits »). En guise de réponse aux plaintes de disc jockeys, Capitol sortit en 1955 « Magic Melody Part 2 » consistant seulement des deux notes manquantes—sur 45 tours, et était la chanson la plus courte à être enregistrée sur disque[22].
- P. D. Q. Bach finit son aria de « Blaues Gras » (« bluegrass »)  avec « Shave and a Haircut », chanté en Denglisch (un mélange d'allemand et d'anglais): « Rasieren und Haarschneiden, zwei bitte » (« Shave and haircut, two please », agrammatical dans les deux langues). « Zwei bitte » est un calembour en Denglisch, sonnant comme « two bits » pour quelqu'un parlant les deux langues[23]. La mélodie est aussi utilisée dans The Short-Tempered Clavier[24].
- La version d'origine de Love and Marriage par Frank Sinatra (enregistrée pour Capitol Records en 1955) se termine avec la mélodie.
- « Unsquare Dance » (1961) de Dave Brubeck se termine avec la mélodie, et contient aussi une partie de la mélodie « Turkey in the Straw ».
- Un des numéros musicaux de Mister Magoo's Christmas Carol (1962), « We're Despicable (The Plunderers' March) », incorpore la mélodie dans son chœur. Les personnages chantent, « we're blank-blankety-blank-blank no good ».
- Chaque interview de Nardwuar the Human Serviette se finit avec la mélodie, avec Nardwuar chantant « doot doot da loot doo », après quoi l'interviewé doit répondre « doot doo ».
- Le thème du générique de fin de Barney l'utilise dans les saisons 1 à 3.
- Dans un sketch humoristique télévisé des années 1960, « The Time Window », Mike Wallace interviewe Victor Borge qui interprète le rôle du compositeur et pianiste Franz Liszt. Pendant le segment, Borge (Liszt) affirme que sa toute première composition sont deux notes, qu'il joue au piano. Il démontre ensuite que sans ces deux notes, « nous n'aurions jamais eu ceci », et il joue « Shave and a Haircut »[25],[26].
- La série animée Animaniacs utilise fréquemment ce thème, en particulier à la fin de la chanson « Wakko dans tous ses États » avec la ligne « That's all the capitals there are ».
- La chanson « Gee, Officer Krupke », de la comédie musicale West Side Story de Leonard Bernstein, se termine avec la mélodie.
- La mélodie fut samplée dans plusieurs pot-pourris de polkas de Weird Al Yankovic.
- « Everything About You », d'Ugly Kid Joe (enregistré pour Mercury Records en 1992), se termine avec la mélodie.
- Plusieurs instructeurs de Zouk brésilien aux États-Unis ont commencé à taper des mains le rythme « Shave And A Haircut » durant les classes pour avoir le silence.

## Utilisations dans d'autres pays
La version italienne est Ammazza la vecchia … col Flit! (Français: « Tuez la vieille … avec Flit! »)—Flit étant une vieille marque d'insecticide DDT. Il s'agit d'une version populaire humoristique d'une publicité post-Seconde guerre mondiale, Ammazza la mosca... col Flit (Français: « Tuez la mouche avec Flit! »).[réf. nécessaire]
La musique est utilisée en Catalan avec des paroles différentes: « Nas de barraca … Sant Boi » (Français: « Nez de baraque … Sant Boi »). Elle est aussi utilisée en cognement de porte. Les paroles Catalan ont pu avoir été inspirées de Blanes, où la mélodie fut chantée deux fois avec Nas de barraca. Sant Boi. Cinc de carmelos pel noi (English: Nez de baraque. Sant Boi. Cinq bonbons pour le garçon).
En Espagne, elle est chantée avec les paroles, Una copita … de Ojén (Français: « Un coup … de schnaps »).
Au Mexique, ses paroles représentent une insulte vulgaire, avec Chinga tu madre … cabrón (Français: « Nique ta mère … salaud »).
Dans la musique bavaroise, la mélodie est parfois utilisée à la fin d'une chanson. L'artiste chante la première partie des paroles, « How is your aul' one? » (Comment va votre mère?), puis l'audience répond, « Gameball! » (un terme argotique signifiant « OK »).
En Suède, elle est bien connue sous la forme de Kvart över elva … halv tolv, ce qui signifie Onze heures et quart … onze heures et demi. L'attrape ne fonctionne pas aussi bien en français, étant donné que le système de temps français voit 11 H 30 en tant que continuation de onze heures au lieu de la première demie de midi. Halv tolv signifie donc midi et demi et est l'équivalent suédois correct de onze heures et demi. Dans le même pays, la mélodie fut également utilisée dans une publicité pour les friandises Bronzol avec le slogan Hälsan för halsen — Bronzol (Français: La santé pour la gorge — Bronzol).
En Islande, les paroles sont Saltkjöt og baunir … túkall (Français: « Viande salée et pois cassés … deux krona »). Le króna est la devise monétaire de l’Islande.
Dans les Pays-Bas, la phrase est utilisée quand quelqu'un part sans l'intention de revenir : Die zien we nooit meer, te-rug (Français: « Nous ne les reverrons plus, ja-mais »). Elle est utilisée pour se moquer de quelqu'un ou de quelque chose qui disparait soudainement de la scène.
En Argentine, Carlos Balá, un ancien animateur d'émissions pour enfants, l'utilisa dans sa routine où il sifflerait « Shave and a haircut », incitant les enfants dans l'audience à répondre « Ba-lá » sur le rythme des deux notes finales.
Au Québec, la mélodie est utilisée dans les camps de jours avec « Chip, chocolat, gomme — Peanut! »[réf. nécessaire]